# Watt (Küste)

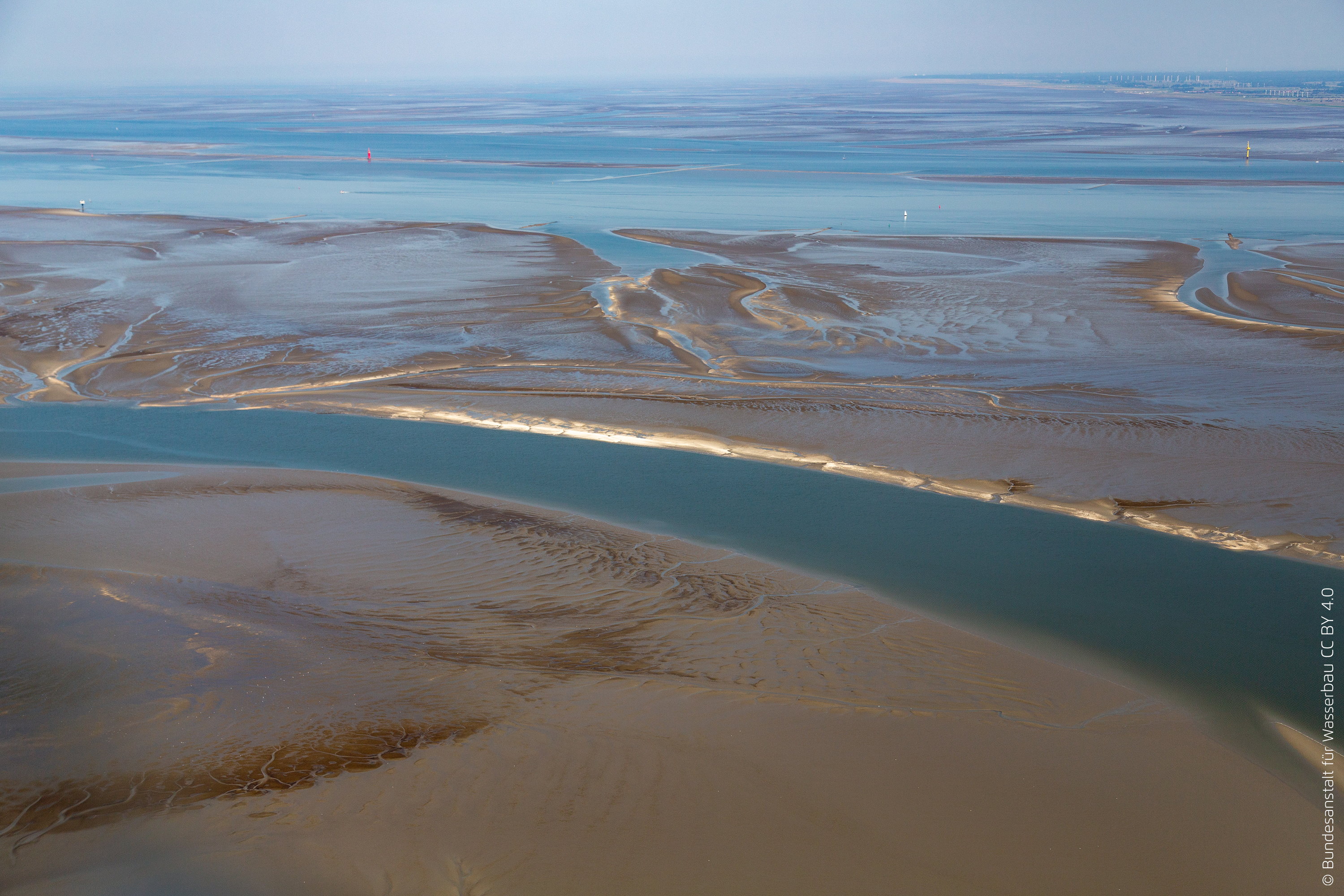
Sedimentwatt im Bereich der Außenweser

Als Watt bezeichnet man Flächen in der Gezeitenzone der Küsten, die bei Niedrigwasser trockenfallen. Dabei kann es sich um Sand-, Misch-, Schlick- oder Felswatt handeln. Der Begriff Watt leitet sich vom altfriesischen Wortstamm wada „durch waten passierbar, seicht, untief“ her. Sehr ausgedehnte, von Prielen durchzogene Wattgebiete an Flachküsten bilden zusammen mit unmittelbar angrenzenden Gebieten, wie z. B. Salzwiesen, ein Wattenmeer. Watt gibt es aber auch in der Uferzone und in Seitenarmen von Flussmündungen. Die Wattflächen fallen durch die Gezeiten innerhalb von 24 Stunden zweimal trocken und werden auch zweimal wieder überflutet.

## Geografische Zusammenhänge

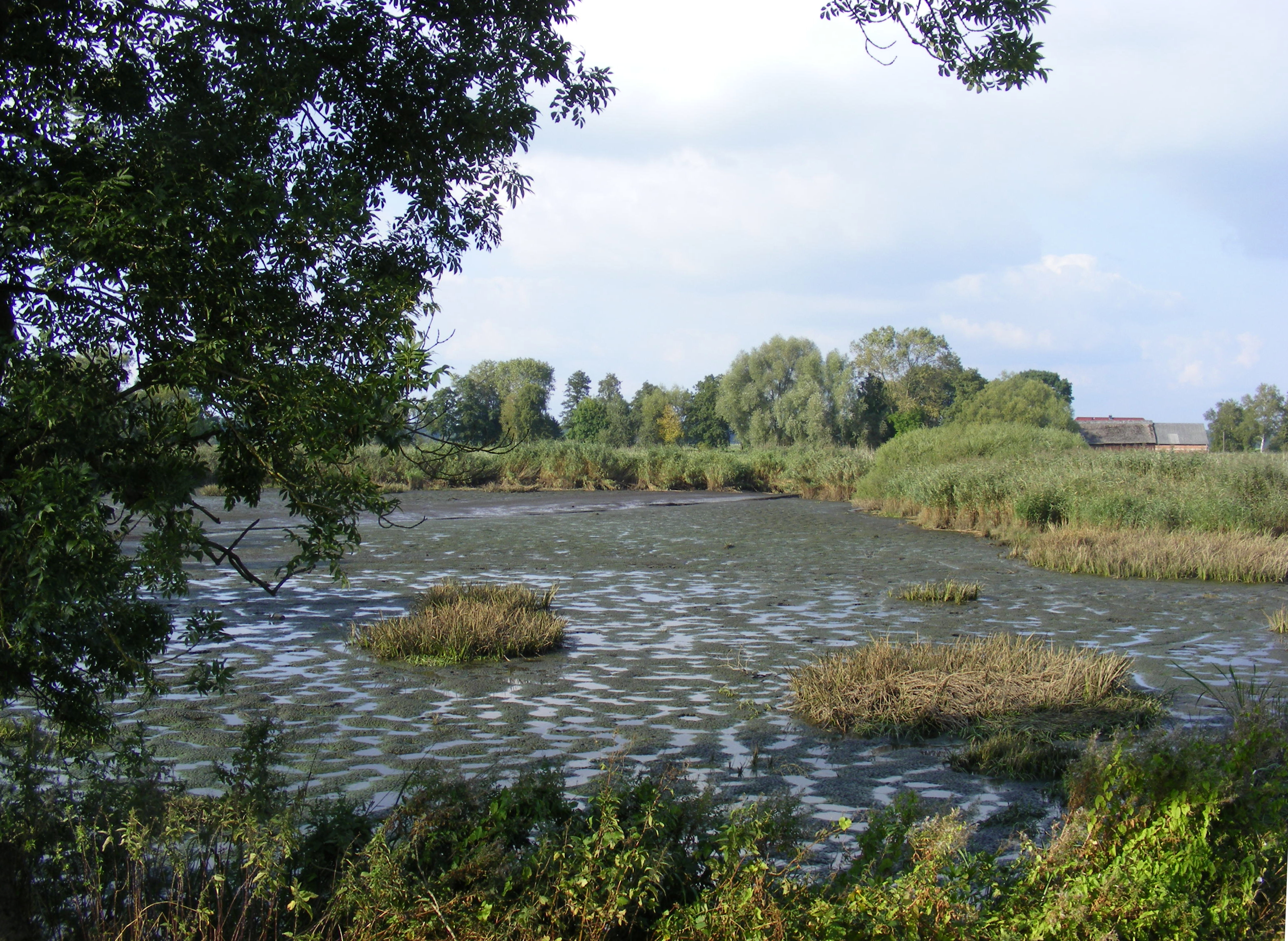
Süßwasserwatt der unteren Wümme bei Niedrigwasser

Ein typisches Beispiel ist das Wattenmeer an den Küsten der Deutschen Bucht. Es bildete sich in der Nacheiszeit als 10–20 m mächtiger Sedimentkörper aus Sand und Schlick in unterschiedlichen Mischungsverhältnissen. Dieser lagert älteren Glazialsedimentschichten auf.
In der Gezeitenzone tropischer Küsten dominieren oft Mangrovenwälder, es gibt aber auch in den Tropen offene Wattflächen. Umgekehrt gibt es im Brack- und Süßwasserbereich von Flussmündungen auch in gemäßigten Zonen Wattflächen mit ausgedehnten Schilfbeständen und ein paar Gehölzen, siehe Süßwasserwatt.
Oberhalb des normalen Flutsaumes geht das Watt natürlicherweise in Salzwiesen über, die nur selten überflutet werden. An anderen Stellen hat sich ein Strand gebildet. In manchen Küstenbereichen versucht man durch Landgewinnungsmaßnahmen, Wattflächen zunächst in Salzwiesen und dann in Marschland zu verwandeln.
Felsige Küsten mit ausgeprägten Brandungsplattformen besitzen ein Felswatt. In Mitteleuropa sind Felswattbereiche beispielsweise bei Helgoland zu finden.

## Sedimentwatt
Sedimentwatten entstehen durch Ablagerungen von Schwebstoffen, die durch Flüsse ins Meer transportiert wurden und sich in der Gezeitenzone absetzen. Je nach vorherrschender Korngröße der Sedimente entstehen verschiedene Formen des Watts. Bei allen liegt der Anteil des Feinsands mit einer Korngröße von 0,063–0,125 Millimeter bei 40–60 %. Die beiden „Extremformen“ des Sedimentwatts, Sandwatt und Schlickwatt, werden nach dem Anteil von Schluff und Ton, der Sedimentfraktion mit einer Korngröße von weniger als 0,063 mm, unterschieden (siehe unten). Nicht zum eigentlichen Watt zählen die Sandbänke, bei denen der Anteil des gröberen Sandes mit 0,2 mm Korngröße relativ hoch ist.
Generell haben Sandwatten bei Niedrigwasser das festere Substrat, während Schlickwatt für gewöhnlich relativ nachgiebig ist. Jedoch gibt es auch im Sandwatt Stellen, an denen das Substrat sehr weich ist und große Einsinktiefen zulässt (Treibsand), während Schlickwatt auch fest und widerständig sein kann. Ausschlaggebend ist in beiden Fällen die Sättigung des Sedimentes mit Wasser. Je höher der Wasseranteil im Porenraum des Sedimentes ist, desto instabiler ist das Substrat.
In der Bodenkunde werden Wattsedimente bei den semisubhydrischen Böden eingeordnet. Der entsprechende Bodentyp wird in Deutschland ebenfalls als Watt bezeichnet.

### Sandwatt
Sandwatt hat weniger als 10 % Schluff- und Tonanteile. Der Gehalt an organischer Substanz und Wasser ist sehr gering. Das Watt erhält durch Wellen und Wind mehr Energie und erfährt erhebliche Umlagerungen. Dadurch handelt es sich hier auch um das sauerstoffreichste Watt.

### Mischwatt
Mischwatt hat zwischen 10 % und 50 % Ton- und Schluffanteile. Das Mischwatt findet sich in geschützten Lagen in Festlandsnähe, auf Wasserscheiden, zum Teil auch im Brandungsschutz der großen Inseln. 

### Schlickwatt

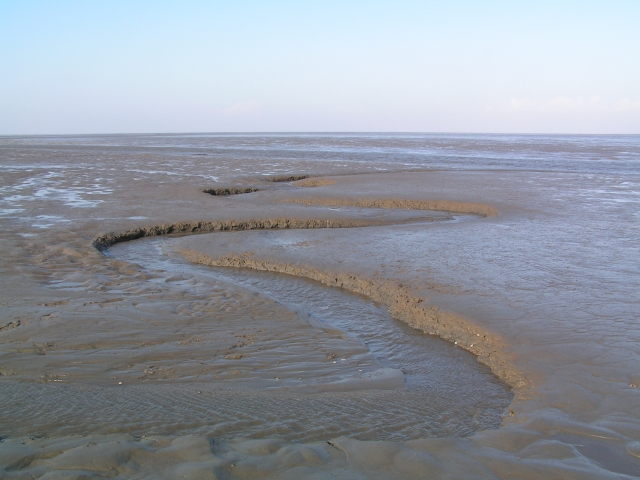
Schlickwatt mit Priel, Schleswig-Holsteinisches Wattenmeer

Schlickwatt hat Ton- und Schluffanteile von über 50 %. Es besteht besonders an geschützten Stellen, z. B. im Inneren von Buchten oder im Windschatten von Inseln. Es wird weniger umgelagert als Sand- oder Mischwatt und ist dementsprechend besonders sauerstoffarm. Hier findet vor allem Biodeposition statt, so dass sich hier besonders nährstoffreiche Gebiete bilden. Das Watt ist besonders dunkel, da aufgrund der Sauerstoffarmut der Reduktionshorizont, bei dem Schwefelwasserstoff fein verteiltes Eisen als Eisensulfid ausfällt und so den Boden schwarz färbt, oft nur wenige Millimeter unter der Oberfläche liegt. Hier herrschen sehr extreme Bedingungen. Die Fauna und Flora des Meeres muss lange Trockenliegezeiten, hohe Temperaturschwankungen und die geringe Sauerstoffversorgung im Boden tolerieren. Schlickwatt nimmt mit Abstand den kleinsten Teil im Wattenmeer ein. Da es sich jedoch oft dicht an der Küstenlinie befindet, nehmen Touristen es wesentlich öfter wahr.

## Felswatt

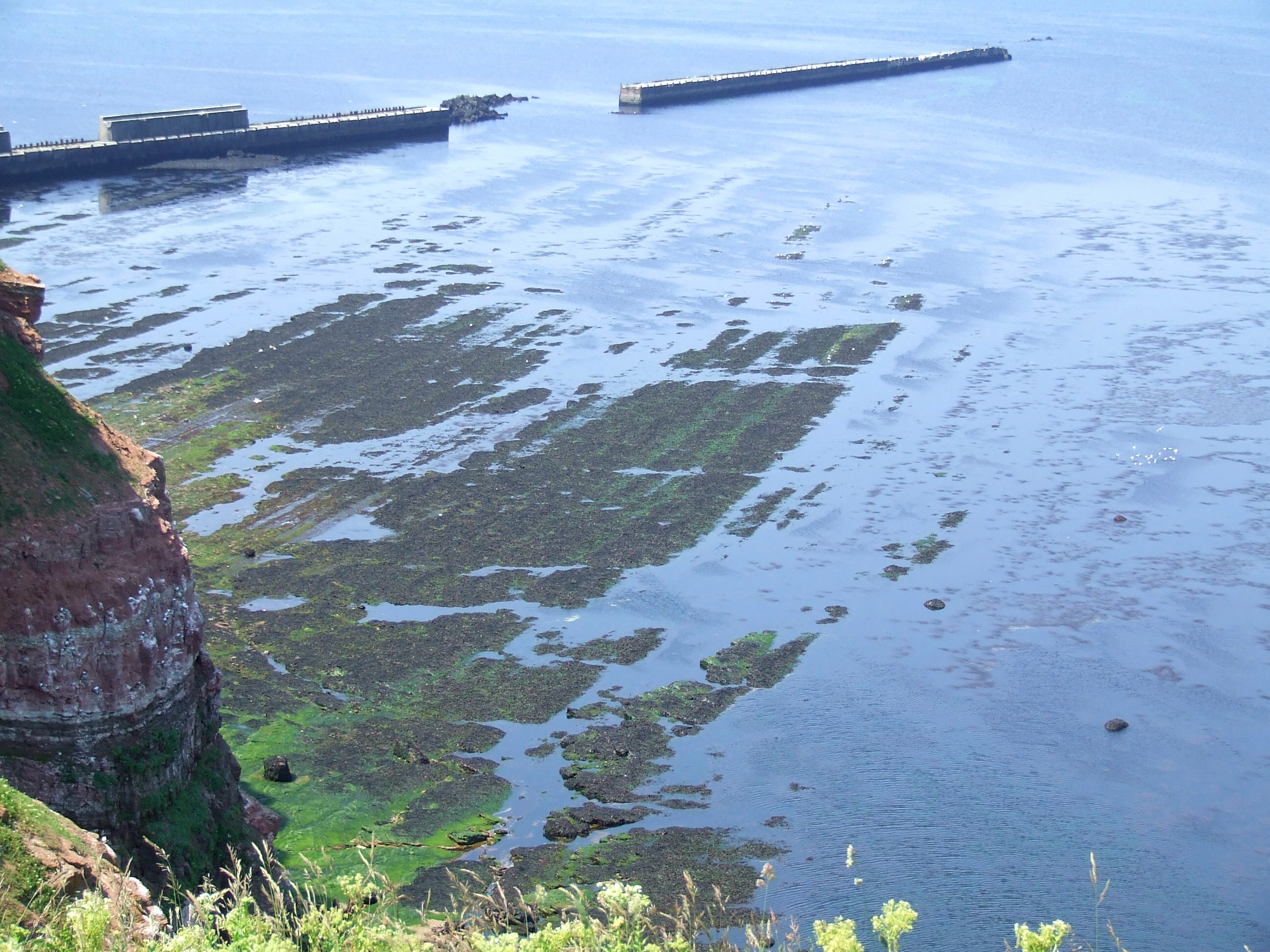
Das Helgoländer Felswatt bei relativ niedrigem Wasserstand.

Felswatten unterscheiden sich grundlegend von Sand-, Misch- und Schlickwatten, da sie
1. nicht überwiegend an Flachküsten, sondern an Steilküsten vorkommen und
2. nicht aus der Sedimentation hervorgehen, sondern durch Erosion entstehen.

Es handelt sich um Felsplattformen, die einem Kliff unmittelbar vorgelagert sind, und als Brandungsplattform oder Felsschorre bezeichnet werden. Brandungsplattformen entstehen, da die Küstenerosion am stärksten jene Bereiche des Kliffs angreift, die sich oberhalb des mittleren Wasserstandes befinden, wohingegen die Teile des Kliffs, die sich unterhalb dieser Marke befinden, der Erosionswirkung der Wellen weit weniger ausgesetzt sind. Die Brandung sorgt für die Ausbildung einer nahezu ebenen, leicht seewärts geneigten Felsfläche, die faktisch den „Stumpf“ des bereits erodierten Kliffs darstellt. An einer Küste mit ausgeprägten Gezeiten fällt der landwärtige Teil der Brandungsplattform bei Niedrigwasser trocken und wird als Felswatt bezeichnet.
Brandungsplattformen und damit Felswatten entstehen nur an Kliffküsten, deren Gesteine ein Mindestmaß an Erosionsbeständigkeit haben, dazu zählen z. B. Granit, oder bestimmte Sand- und Kalksteintypen. Solche Küstenabschnitte bilden dann meist auch Vorsprünge in der Küstenlinie, also Landspitzen oder Kaps. Ist das Gestein nicht erosionsbeständig genug, wie es z. B. bei einem Tonstein oder Mergel der Fall ist, kann sich keine Brandungsplattform ausbilden. Zudem bilden solche erosionsanfälligeren Kliffküstenabschnitte zumeist Buchten, in deren ruhigeren Gewässern sich Sedimente sammeln können, sodass dort ein Strand entsteht.

## Ökosystem Watt
Watten gehören in der allgemeinen Zonengliederung der Meeresküste zur sogenannten Gezeitenzone (Eulitoral, Intertidal). Viele Pflanzen- und Tierarten leben dort und haben sich dem Wechsel von Ebbe und Flut angepasst.
Aber auch hier bestehen bedeutende Unterschiede zwischen Sedimentwatt und Felswatt. In Sand-, Misch- und Schlickwatten leben viele Tiere eingegraben im Sediment: Teils nur, um die Niedrigwasserphase zu überdauern, wie z. B. die Strandkrabbe, teils ständig, wie z. B. die Herzmuschel oder der Wattwurm.

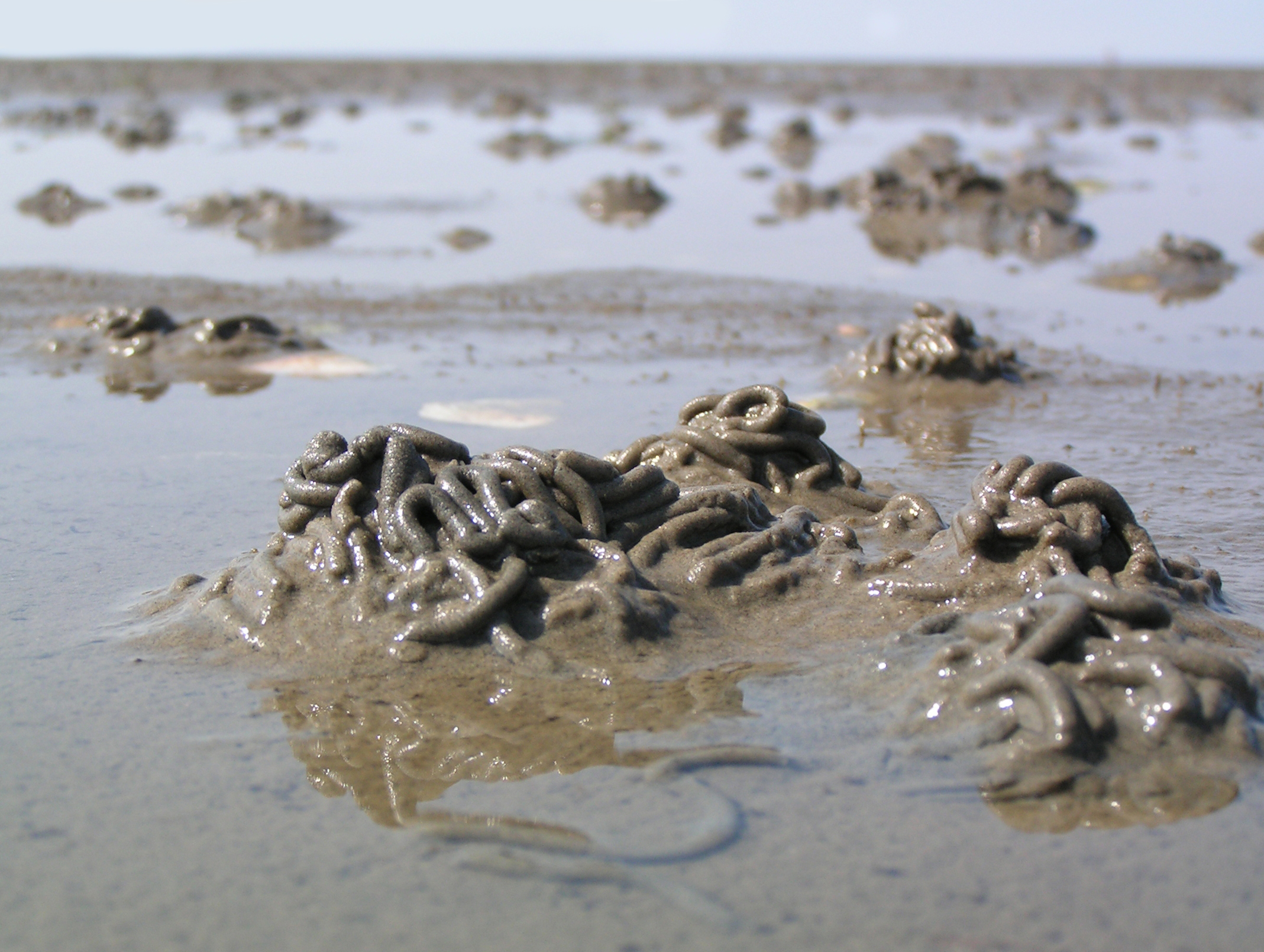
Kothaufen des Wattwurms bei Niedrigwasser im Schleswig-Holsteinischen Wattenmeer.
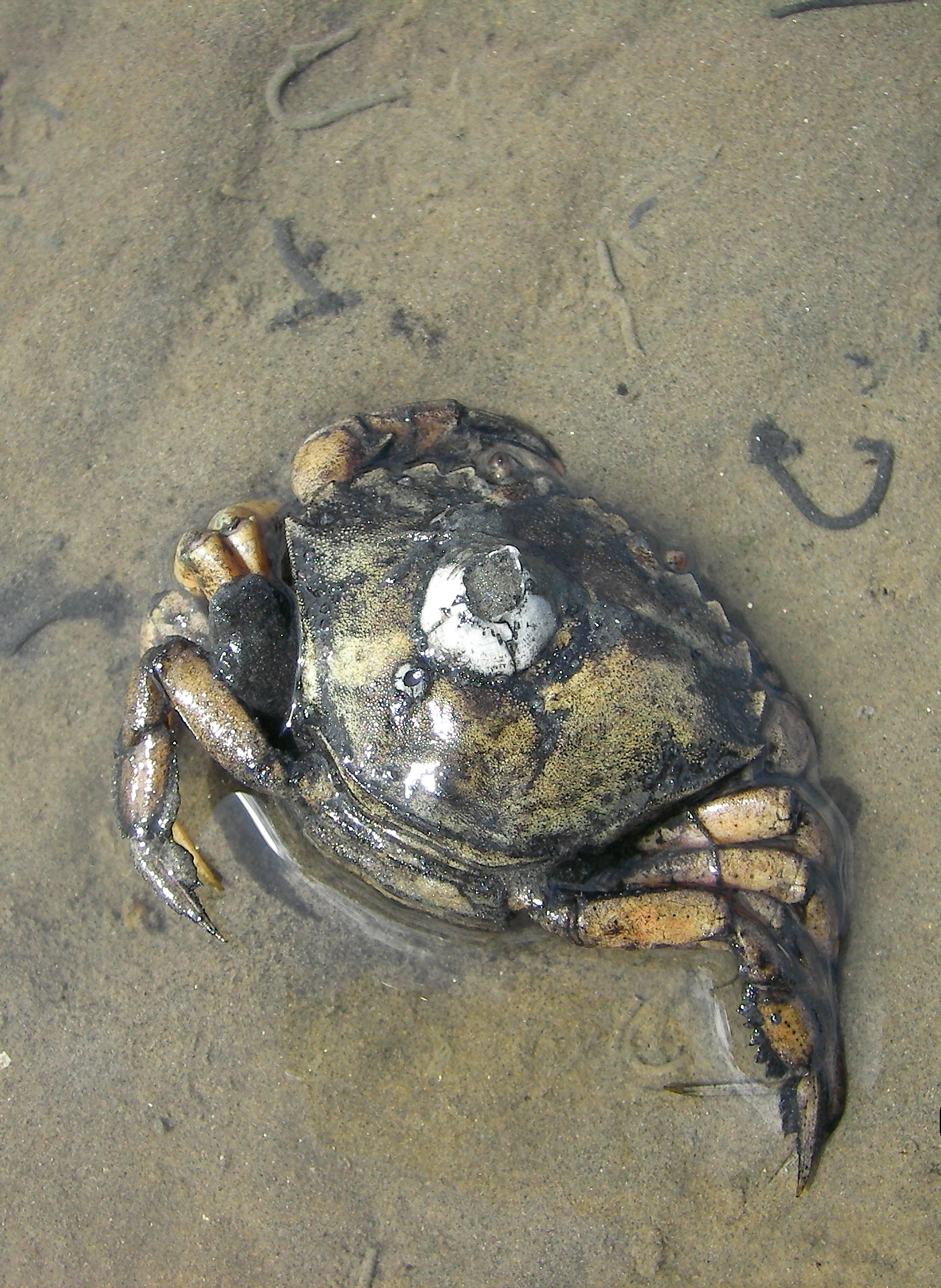
Strandkrabbe im niedersächsischen Wattenmeer.
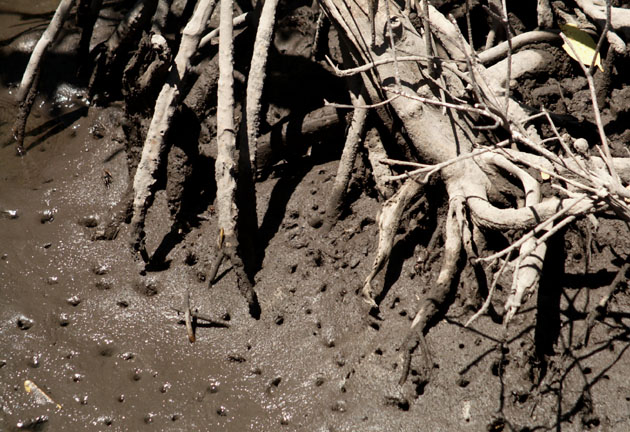
Atemlöcher von Bauten der Winkerkrabbe im Schlick einer Mangrovenlandschaft (vermutlich Golf von Mexiko).

Im Felswatt hingegen gibt es viele Tiere, die an ein Leben auf felsigen Oberflächen angepasst sind. So leben dort z. B. Napfschnecken, die Cyanobakterienrasen von den Felsen abweiden, oder Seepocken, die, am Felsen festgeheftet, nährstoffreiche Partikel aus dem Meerwasser filtrieren. Während Napfschnecken und Seepocken sich vor Austrocknung schützen, indem sie Meerwasser im Inneren ihrer Gehäuse zurückhalten, überdauern andere Tiere das Niedrigwasser in sogenannten Gezeitentümpeln, Vertiefungen in der Brandungsplattform (u. a. Strudeltöpfe), in denen bei Niedrigwasser das Wasser stehen bleibt. Solche Tümpel werden z. B. von Seeigeln und Seesternen bei Niedrigwasser aufgesucht. Seeanemonen nutzen sie sogar als festen Siedlungsraum. Auch zahlreiche Algen-Arten leben im Felswatt.

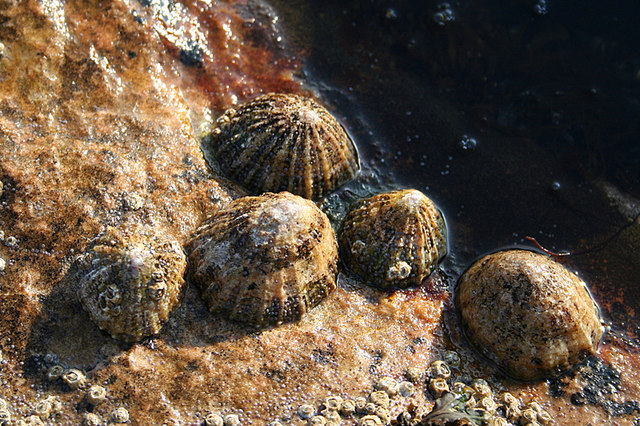
Napfschnecken und Seepocken, wobei die Seepocken z. T. auf den Napfschneckengehäusen sitzen (nahe Lossiemouth, Nordost-Schottland).
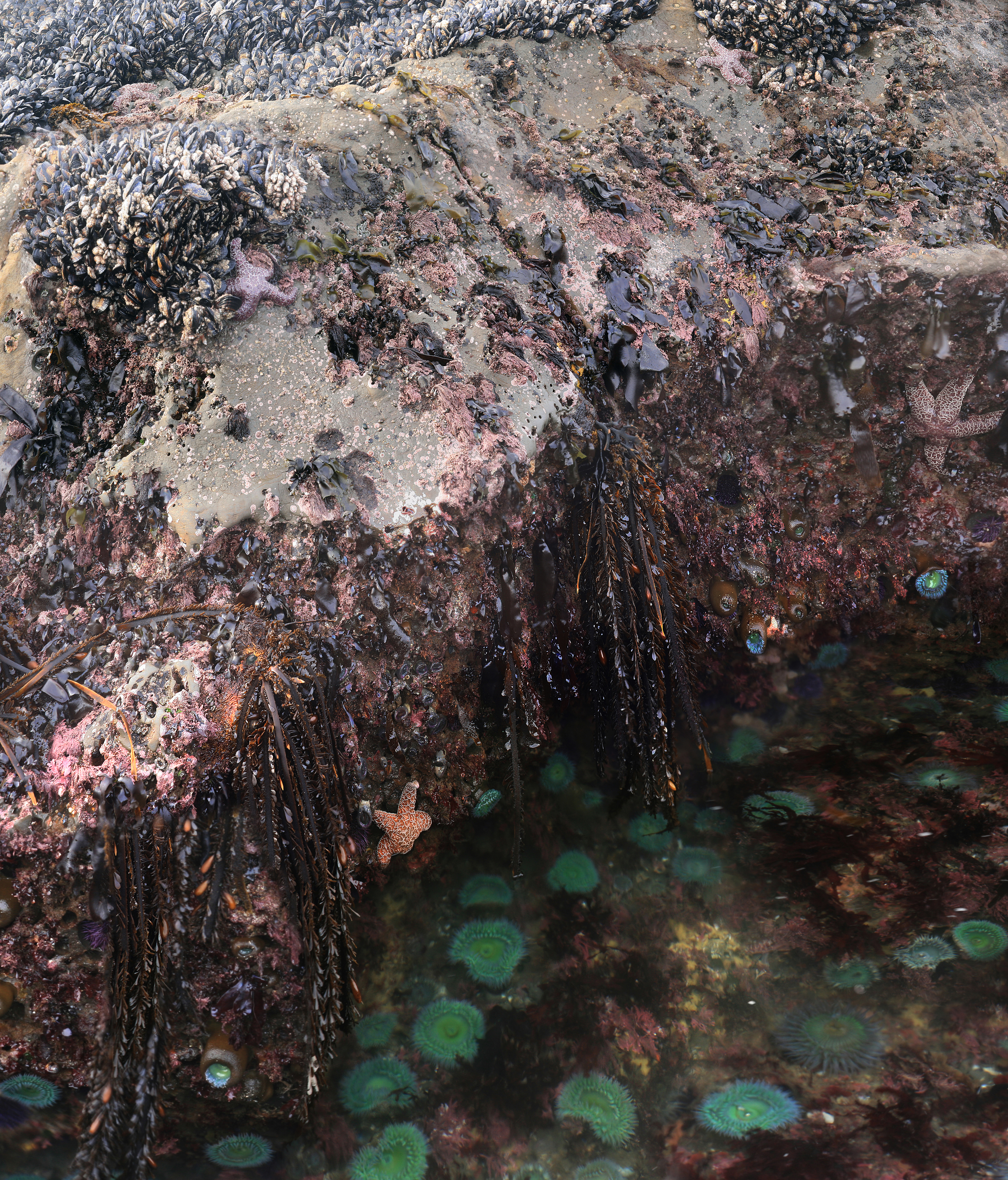
Gezeitentümpel mit zahlreichen typischen Bewohnern des Felswatts (nahe Pillar Point, Kalifornien, USA).
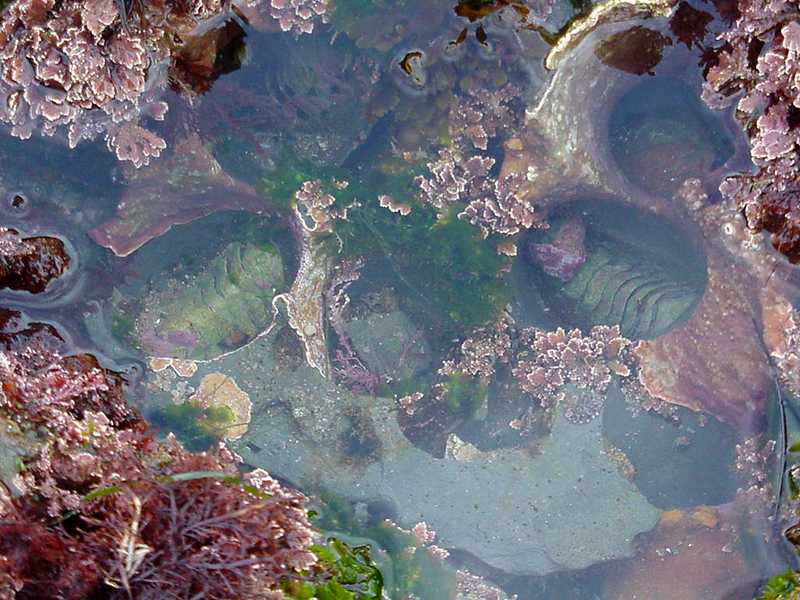
Kleiner Gezeitentümpel mit Käferschnecken, umgeben von Rotalgen (nahe San Diego, Kalifornien, USA).